# Oro (Papua-Nova Guiné)

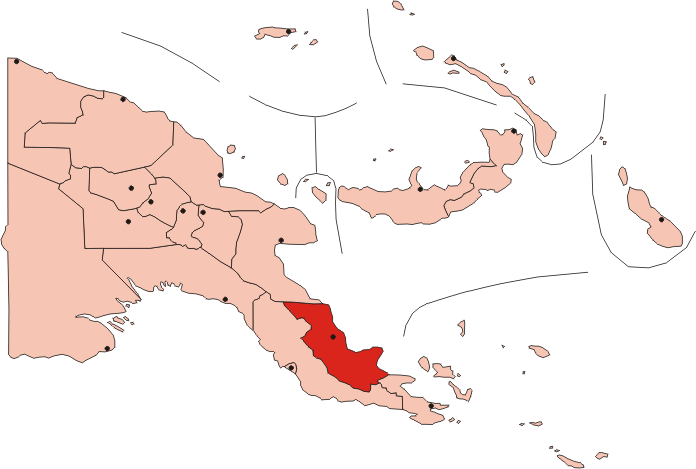
Localização da província de Oro na Papua-Nova Guiné

Oro ou Província do Norte (em língua inglesa: Oro ou Northern Province, nome ainda oficial) é uma província da Papua-Nova Guiné. Localiza-se na parte oriental da ilha da Nova Guiné. A capital é a cidade de Popondetta. Tem 22 800 km² e 133 065 habitantes (2000).